# Cecil Leitch
Pour les articles homonymes, voir Leitch.
Charlotte Cecilia Pitcairn Leitch, née le 13 avril 1891 et morte le 16 septembre 1977, était une golfeuse anglaise et l'une des premières grandes championnes de son sport.
Surnommé "Cecil", en 1914 elle remporte le premier de ses quatre championnat amateur de golf de Grande-Bretagne. interrompue par la Grande Guerre pendant cinq années, elle s'impose sur ce tournoi en 1920 et 1921 puis une nouvelle fois en 1926. Elle partage avec Joyce Wethered le record de victoires sur ce tournoi.
Cecil Leitch se retire après avoir remporté le championnat amateur de golf de France et du Canada. Elle a écrit ensuite deux livres : Golf en 1922 et Golf Simplified en 1924.